# Mycalesis leptoglena
Mycalesis leptoglena är en fjärilsart som beskrevs av Karsch 1893. Mycalesis leptoglena ingår i släktet Mycalesis och familjen praktfjärilar. Inga underarter finns listade i Catalogue of Life.